# Alahçın
Alahçın (jakutsky Алахчын, Alaqçın/Alaxçın, ázerbájdžánsky Alaxçın) je v turkické mytologii bohyní života. Místní lidé ji oslovují Alahçın Hanım nebo Alahçın Hatun. Jakutové někdy tuto bohyni nazývají Aan Alahçın Hatun.

## Atributy
Alahçın je ochránkyní země, dárkyně života přírodě. Zelená pole trávy houpající se ve větru, cestičky skrz bažiny, všechno má v přírodě svůj účel a chce být prospěšné. Jen lidé ji dokáží rozesmutnit a dokonce i rozhněvat, když konají skutky proti přírodě, například zabíjí pro zábavu.  Alahçın je popisována jako ženská postava se zářící tváří a bílými vlasy. Dbá na to aby se lidé, zvířata i příroda měli dobře, a snaží se jim pomáhat přenést se přese všechno zlé, pokud tedy mají dobré srdce. Alahçın má dvě děti, jednu dceru a jednoho syna, kteří mají jména:
1. Ereke, 2. Cereke
Obě dvě děti také ochraňují přírodu, a vdechují život do stromů a rostlin, pro které jsou obě děti duší.